# Линтаун (Пенсилванија)
Линтаун (енгл. Linntown) насељено је место без административног статуса у америчкој савезној држави Пенсилванија.

## Демографија
По попису из 2010. године број становника је 1.489, што је 53 (-3,4%) становника мање него 2000. године.
| Група             | 2000.         | 2010.         |
| Белци             | 1.458 (94,6%) | 1.388 (93,2%) |
| Афроамериканци    | 20 (1,3%)     | 23 (1,5%)     |
| Азијати           | 29 (1,9%)     | 25 (1,7%)     |
| Хиспаноамериканци | 31 (2,0%)     | 27 (1,8%)     |
| Укупно            | 1.542         | 1.489         |